# Publiusz Watyniusz
Publiusz Watyniusz (Publius Vatinius) – polityk rzymski ostatnich dekad republiki.
Karierę publiczną rozpoczął od kwestury w 63 p.n.e. w roku konsulatu Cycerona. Według tego ostatniego wybór zawdzięczał wpływom jednego z konsulów roku poprzedniego i został wybrany jako ostatni na liście. Wysłany przez konsula Cycerona do Puteoli dla zabezpieczenia złota i srebra przed wywiezieniem prowadził swą misję w tak opresyjny sposób, że mieszkańcy zanosili skargi do konsula. Po kwesturze został wysłany do prowincji Hiszpania, jako legat prokonsula Gajusza Koskoniusza. Również tam dopuszczał się grabieży i zdzierstw. W 59 p.n.e. został trybunem ludu, i w czasie urzędowania był w rzeczywistości narzędziem w ręku ówczesnego konsula Cezara. Cyceron oskarża go, że całe jego urzędowanie było nieprzerwanym ciągiem gwałcenia praw: lekceważył augurów i prowadził czynności bez wymaganych auspicjów, blokował inicjatywy legislacyjne pozostałych trybunów, prześladował konsula Marka Korneliusza Bibulusa, aresztował go, a gdy Bibulus schronił się we własnym domu na resztę roku, próbował go siłą wyciągnąć; sprowadził informatora, Lucjusza Wetiusza, który oskarżył wielu znanych senatorów o spisek na życie Pompejusza. To na wniosek Watyniusza przyznano Cezarowi na 5 lat namiestnictwo prowincji Galii Przedalpejskiej i Ilirii, potem senat dodał jeszcze Galię Zaalpejską. Za usługi oddane Cezarowi Watyniusz został jednym z jego legatów w Galii. Wrócił wkrótce i ubiegał się o preturę. Mimo poparcia Cezara nie został wybrany, nie głosowała na niego nawet jego własna tribus Sergia.
Gdy Klodiusz w 56 p.n.e. osiągnął edylat zaczął atakować swoich przeciwników politycznych procesami sądowymi. Między innymi oskarżył trybuna roku poprzedniego, Publiusza Sestiusza. Obrony Sestiusza, który działał w interesie nobilów, podjęli się najwybitniejsi ówcześni mówcy: Marek Tulliusz Cyceron, Hortensjusz Hortalus, Marek Licyniusz Krassus i Gajusz Licyniusz Kalwus. Watyniusz występował jako świadek oskarżenia. W zachowanej mowie „Przeciw Watyniuszowi” Cyceron rozprawił się z Watyniuszem, w pełnym pogardy i nienawiści przemówieniu zarzucając mu złodziejstwo, nadużycia władzy, korupcję i gwałcenie praw. Sestiusza uwolniono od winy a Watyniusz został upokorzony.
W 56 p.n.e. triumwirowie odnowili porozumienie w Lukce. W 55 p.n.e. funkcję konsulów mieli objąć Pompejusz i Krassus. Zwolennicy optymatów chcieli dla przeciwwagi wybrać Katona na pretora. Nie chcą mieć oponenta do swoich projektów Pompejusz i Krassus użyli swoich wpływów do zablokowania tej kandydatury. Najpierw więc przeprowadzono przez senat uchwałę, że pretorowie mają natychmiast objąć stanowiska, a nie dopiero po określonym czasie, przeznaczonym na procesy oskarżonych o przekupstwo wyborców, otwierając sobie w ten sposób możliwość przeforsowania przy wyborach do pretury swoich służalczych zwolenników. Majpierw więc, gdy lud chciał wybrać Katona pretorem, przy głosowaniu Pompejusz rozwiązał zgromadzenie ludowe podając jako powód złe auspicja: wróżby z lotu ptaków albo grzmot i zamiast Katona pretorem ogłoszono Watyniusza, przekupiwszy wyborców pieniędzmi.
W 54 p.n.e. Watyniusz został oskarżony przez Gajusza Licyniusza Kalwusa. Obrony podjął się Cyceron, który dwa lata temu tak ostro atakował Watyniusza, zaskakując tym swoich przyjaciół. W liście do Publiusz Korneliusza Lentulusa Spintera tłumaczy, że uczynił to pragnąc zachować protekcję Cezara i Pompejusz przeciw napaściom Klodiusza. Uniewinnienie zawdzięczał Watyniusz raczej opiece triumwirów a nie wymowie Cycerona.
W 51 p.n.e. Publiusz Watyniusz służył jako legat Cezara w Galii. Po kampanii w Akwitanii Cezar udał się do Narbony, a wojsko odprowadził przez legatów na leża zimowe: cztery legiony pod wodzą legatów: Marka Antoniusza, Gajusza Treboniusza i Publiusza Watyniusza kazał rozmieścić w Belgii.
W 48 p.n.e. Watyniusz towarzyszył Cezarowi w wojnie domowej. W czasie kampanii w Grecji, gdy obozy Pompejusza i Cezara rozdzielała tylko rzeka Apsus Cezar posłał Watyniusza nad sam brzeg rzeki, aby agitował za pokojem. Ten przedstawił propozycje pokojowe, ostatecznie odrzucone przez przedstawiciela pompejańczyków Labienusa.
Nie wziął udziału w bitwie pod Farsalos, gdyż na polecenie Cezara został komendantem Brundizjum i energicznie bronił go przed atakiem części floty Pompejusza pod dowództwem Decymusa Leliusza.
W nagrodę za te sukcesy został w 47 p.n.e. konsulem. Obaj zostali wybrani konsulami po powrocie Cezara ze Wschodu na bardzo krótki czas do końca roku. W latach 46-44 namiestnik Ilirii. W 46 p.n.e. pobił Marka Oktawiusza, stronnika Pompejusza, który dysponował w Ilirii dużą armią. Watyniusz otrzymał za to prawo do owacji. Ilirowie obawiając się, że Cezar w drodze na planowaną wojnę z Partami uderzy też na nich wysławszy posłów do Rzymu prosili o przebaczenie i zobowiązali się do płacenia danin i
dostarczenia zakładników. Cezar posłał do nich Watyniusza z trzema legionami i znaczną liczbą jazdy, by nałożył na nich daniny i odebrał zakładników. Kiedy jednak Cezar zginął zamordowany, Ilirowie uważając, że potęga rzymska na Cezarze się opierała i ze śmiercią jego się załamała, odmówili Watyniuszowi posłuszeństwa, a gdy ich usiłował zmusić, napadli i wycięli pięć jego kohort. Z resztą wojska wycofał się Watyniusz do Epidamnus.
Gajusz Antoniusz został po śmierci Cezara wyznaczony przez senat namiestnikiem prowincji Macedonia w charakterze prokonsula. Senat ogłosił później tę nominację za nieważną, ale Gajusz nie złożył pełnomocnictw. Dotychczasowy prokonsul Macedonii, Kwintus Hortensjusz, oddał prowincję i swoje wojska pod komendę Markowi Juniuszowi Brutusowi. Gajusz usiłował dołączyć do swoich sił wojska podległe Publiuszowi Watyniuszowi (trzy legiony), prokonsulowi Ilirii znajdujące się w Apollonii i Epidamnos. Uprzedzając jego przybycie Brutus przybył ze swoim wojskiem a Publiusz Watyniusz otworzył przed Brutusem bramy Dyrrachium i przekazał mu swoje wojsko prawdopodobnie dlatego, że jego właśni żołnierze sprzyjali nie jemu ale Brutusowi. W grudniu 43 p.n.e. odbył triumf za zwycięstwa w Ilirii.
Żoną Watyniusza była Antonia, córka Marka Antoniusza Kretyka.